# Place Mobilité
 (mai 2025).
Si vous disposez d'ouvrages ou d'articles de référence ou si vous connaissez des sites web de qualité traitant du thème abordé ici, merci de compléter l'article en donnant les références utiles à sa vérifiabilité et en les liant à la section « Notes et références ».
Place Mobilité est une société de transports de voyageurs française créée en 1957. Son siège social est situé à Valenciennes. Elle exerce ses activités principalement dans les Hauts-de-France.

## Activités

### Réseaux
Spécialisée dans le transport routier de voyageurs dans les Hauts-de-France, l'entreprise exploite :
- Le secteur du Cambrésis et du Pays Solesmois du réseau d'autocars interurbains du Nord Arc en Ciel ;
- Le secteur du Caudrésis-Catésie du réseau d'autocars interurbains du Nord Arc en Ciel ;
- Le périmètre 8 (lignes allant de 410 à 418) du réseau d'autocars interurbains du Pas-de-Calais Oscar ;
- Les Transports urbains du Cambrésis (TUC).

### Filiales
Place Mobilité se compose de la filiale suivante :
- Place Mobilité Agglomération de Cambrai, gérant le réseau de transports de Cambrai depuis le 1er juillet 2021, pour une durée de 8ans.